# مریم سرمدی
مریم سرمدی (زادهٔ ۱۳ آذر ۱۳۴۹) بازیگر و عضو پیوستهٔ انجمن بازیگران خانه تئاتر است. وی فارغ‌التحصیل رشته بازیگری از دانشکده سینما تئاتر دانشگاه هنر است.

## سینما
- موسی کلیم‌الله (ابراهیم حاتمی‌کیا) (۱۴۰۳)
- سرطان (حسین شهابی) (۱۳۹۵)
- حراج (حسین شهابی) (۱۳۹۲)
- چند کوچه پایین‌تر (سیروس رنجبر) (۱۳۹۱)
- دعوت (ابراهیم حاتمی‌کیا) (۱۳۸۷)
- خداحافظ رفیق (اپیزود اول) (بهزاد بهزادپور) (۱۳۸۲)
- دیدار (فیلم ۱۳۷۳) (محمدرضا هنرمند) (۱۳۷۳)

## مجموعه تلویزیونی
| سال       | عنوان مجموعه          | کارگردان                   | توضیحات                        |
| --------- | --------------------- | -------------------------- | ------------------------------ |
| ۱۳۸۶      | حلقه سبز              | ابراهیم حاتمی‌کیا           | شبکه ۳ ۱۸ قسمت                 |
| ۱۳۸۹      | آسمان همیشه ابری نیست | سعید عالم‌زاده              | شبکه ۱ ۲۶ قسمت                 |
| ۱۳۸۹      | ارمغان تاریکی         | جلیل سامان                 | شبکه ۳ ۲۲ قسمت                 |
| ۱۳۹۰      | سراب                  | حسین سهیلی‌زاده             | شبکه ۱ ۱۳ قسمت                 |
| ۱۳۹۱      | دست بالای دست         | سید محسن یوسفی             | شبکه ۳۱۵ قسمتپخش در ایام نوروز |
| ۱۳۹۱      | دختران حوا            | حسین سهیلی‌زاده             | شبکه پنج ۳۱ قسمت               |
| ۱۳۹۲      | همه خانواده من        | داریوش فرهنگ               | شبکه ۳۱۳ قسمتپخش در ایام نوروز |
| ۱۳۹۳      | همه چیز آنجاست        | شهرام شاه‌حسینی             | شبکه ۳ ۵۹ قسمت                 |
| ۱۳۹۴      | غیرعلنی               | مهرداد خوشبخت              | شبکه ۲ ۱۰ قسمت                 |
| ۱۳۹۵–۱۳۹۶ | لیسانسه‌ها             | سروش صحت                   | شبکه ۳ ۶۸ قسمت                 |
| ۱۳۹٨      | خانواده دکتر ماهان    | راما قویدل و علی‌محمد قاسمی | شبکه ۲ ۲۶ قسمت                 |
| ١٣٩٨      | دریا نزدیک است        | علی موسی مهدی پور          | شبکه ٣                         |
| ۱۳۹۸      | فوق لیسانسه‌ها         | سروش صحت                   | شبکه ۳ ۴۰ قسمت                 |
| ۱۳۹٩      | پدر پسری              | محمدرضا حاجی غلامی         | شبکه پنج ۴۰ قسمت               |
| ۱۳۹٩      | پرگار                 | شهرام شاه‌حسینی             | شبکه ۱ ۲۹ قسمت                 |
| ١۴٠٠      | احضار                 | علیرضا افخمی               | شبکه ۱ ۲۷ قسمت                 |
| ۱۴۰۰      | زیرخاکی ۲             | جلیل سامان                 | شبکه ۱ ۱۶ قسمت                 |
| ١۴٠١      | خوشنام                | علیرضا نجف زاده            | شبکه ١ ٣٢ قسمت                 |

## مجموعه نمایش خانگی
| سال  | عنوان مجموعه | کارگردان       | توضیحات             |
| ---- | ------------ | -------------- | ------------------- |
| ۱۳۹۹ | ملکه گدایان  | حسین سهیلی‌زاده | در نقش بتول ۳۰ قسمت |